# Phiomia
Phiomia – rodzaj wymarłych trąbowców z rodziny Gomphotheriidae żyjących w późnym eocenie i wczesnym oligocenie (ok. 37–30 mln lat temu).

## Opis
Phiomia miał około 2,5 m wysokości i trochę przypominał współczesnego słonia, choć sądząc z krótkiej kości nosowej jego trąba była bardzo krótka. Miał krótkie ciosy w szczęce i krótkie łopatokształtne ciosy w żuchwie, które najprawdopodobniej służyły do zbierania pożywienia. Były one podobne do znanych z mioceńskich Platybelodon, Archaeobelodon i Amebelodon , ale znacznie mniejsze. Ciosy w szczęce mogły być wykorzystywane w obronie lub skrobaniu kory z drzew.